# Mieczysław Mastyło
Mieczysław Mastyło – polski matematyk, profesor nauk matematycznych. Specjalizuje się w analizie funkcjonalnej oraz teorii interpolacji. Profesor zwyczajny na Wydziale Matematyki i Informatyki Uniwersytetu im. Adama Mickiewicza w Poznaniu.

## Życiorys
Studia z matematyki ukończył na poznańskim UAM, gdzie następnie został zatrudniony i zdobywał kolejne awanse akademickie. Habilitował się w 1991 na podstawie dorobku naukowego i rozprawy pt. Własności i charakteryzacja przestrzeni interpolacyjnych. Tytuł naukowy profesora nauk matematycznych został mu nadany w 1999. Pracuje jako kierownik i profesor zwyczajny w Zakładzie Teorii Interpolacji i Aproksymacji WMiI UAM. W 2001 otrzymał Nagrodę im. Stefana Banacha za prace z analizy funkcjonalnej. 
Artykuły publikował w takich czasopismach jak m.in. "Journal of Mathematical Analysis and Applications", "Commentationes Mathematicae", "Studia Mathematica" oraz "Proceedings of the American Mathematical Society".